# Gresham & Craven
Gresham & Craven war von 1869 bis 1954 ein englischer Maschinenhersteller in Salford / Walkden, Greater Manchester. Zu seinen Produkten gehörten Bremssysteme für Lokomotiven und Nähmaschinen.

## Geschichte

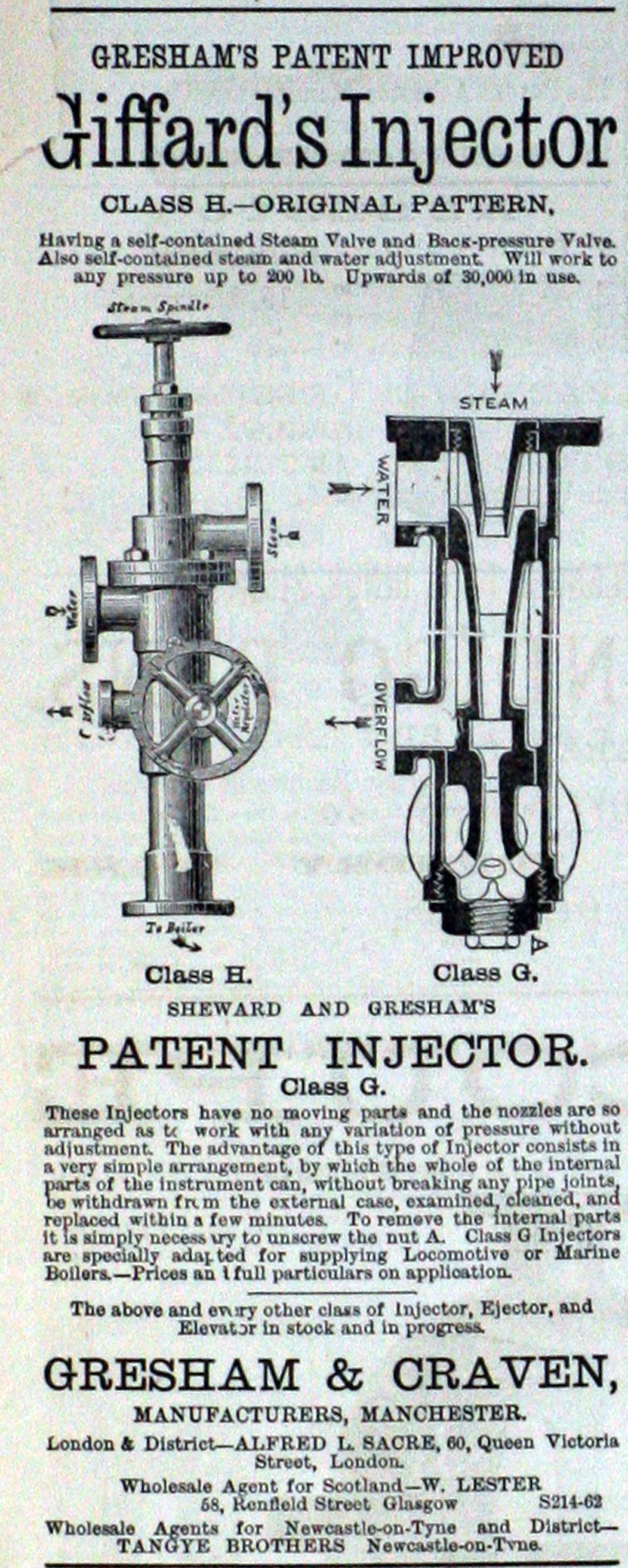
Injektor für Henri Giffard, mit Schnittansicht

James Gresham war Ingenieur beim Lokomotivenhersteller Sharp, Stewart & Co in Manchester, wo er 1860 einen Injektor entwickelt hatte. Die Firmenleitung war hiervon zunächst unbeeindruckt und setzte weiter auf die Herstellung von Kolbenpumpen. Gresham verließ die Firma und gründete eine Partnerschaft mit John Spier Heron, einem Hersteller von Drahtmatratzen, der dieses neue Produkt zu seinem bestehenden Geschäft hinzufügte.
Henri Giffard, der im Frankreich der 1850er Jahre Luftschiffe mit Dampfantrieb entwarf, benötigte einen Schnellverdampfer, der einen Propeller antreiben sollte. Ab 1866 wurden für Giffard von Gresham & Heron in England Dampfinjektoren hergestellt.

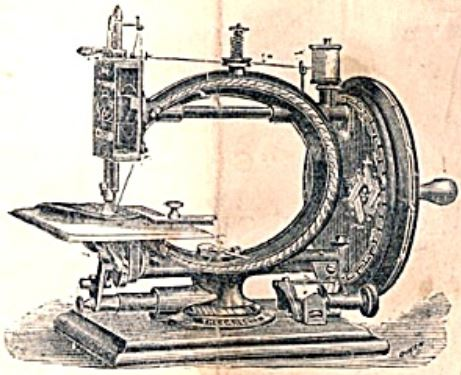
The Gresham, Nähmaschine von vor 1884.

1870 gründeten James Gresham, Thomas Craven und John Spier Heron an der Eisenhütte Craven Iron Works in der Odsall Lane von Salford die Firma Heron, Gresham & Craven. 1875 verließ Heron aus gesundheitlichen Gründen das Unternehmen, das sich ab etwa 1879 Gresham & Craven nannte. Das Unternehmen stellte zudem gusseiserne Nähmaschinen für den Hausgebrauch und Vakuumbremsausrüstung für Lokomotiven her, wie beispielsweise den Gresham-„Dreadnought“-Luftsauger.
1875 wurden in Newark-on-Trent im Osten Englands Versuche mit verschiedenen Arten von durchgehende Zugbremsen  auf der Midland Railway durchgeführt, aber nur die Luftdruckbremse von George Westinghouse und die Vakuumbremse von James Young Smith erreichten eine akzeptable Leistung. 1879 gründete sich in London die Vacuum Brake Company, die Patente erwarb und eine Vertriebsorganisation auubaute, jedoch über keine eigene Fertigung verfügte. Gresham & Craven wurde für 75 Jahre alleiniger Lieferant der Vacuum Brake Company, die  alle Aufträge finanzierte und die Exportrisiken übernahm. Die Produktion von Nähmaschinen wurde um 1884 eingestellt.
Ab 1881 befürworteten die 12 wichtigsten britischen Eisenbahngesellschaften eine Standardisierung hin zur Vakuumbremse. In diesem Jahr eröffnete George Westinghouse die englische Vertretung seiner konkurrierenden Westinghouse Brake Company in London, über die er Druckluftbremsen und ein neues Vakuum-Bremssystem vertrieb.
James Gresham sandte seinen jüngsten Sohn Sam Gresham zum Verkauf von Vakuumbremsen nach Indien. 1889 verkündete der Generaldirektor der Indian Railways die dortige Einführung der Vakuumbremse. Burma, Ceylon, Siam und die Federated Malay States folgten, wie auch die meisten Eisenbahnen in Afrika und Südamerika.
Zur Abwicklung der Importe in Indien gründete sich 1892 die neue Firma Heatly & Gresham Ltd, mit einem Lager in Kalkutta-Entally. Bis 1901 entwickelte sich Heatly & Gresham zur Handelsvertretung für zahlreiche bekannte Firmen. In Letchworth wurde eine dritte Firma gegründet, die Heatly Gresham Engineering Co., die kleine Ölmotoren für Indien herstellte. Später wurden große Absauganlagen für EMU-Einzeltriebwagen in Indien und anderswo hergestellt.
1905 wurde das Lager und das Werk von Heatly & Gresham in Entally an Saxby & Farmer aus Chippenham verkauft.  Der Standort der Letchworth-Werke bestand bis 1933, wonach das Unternehmen nach Manchester verlegt wurde. 1936 wurde eine weitere Firma Gresham & Craven of India (Private) Ltd. in Gobra, Kalkutta gegründet, nur etwa 1,5 km von der Niederlassung von Saxby & Farmer entfernt.
James Gresham war 1914 verstorben. Harry Edward Gresham wurde 1915 Chairman of Gresham & Craven sowie Direktor der Vacuum Brake Company.
Gresham & Craven wurden 1954 von der Westinghouse Brake & Signal Co Ltd. übernommen. 1957 wurde das Werk in Salford geschlossen und eine neue Fabrik in Walkden, Manchester, gebaut. Die Laycock Engineering Co. kaufte 1955 die Vacuum Brake Company.